# Lemorieta
Lemorieta es un núcleo de población español del municipio de Lemona, perteneciente a la provincia de Vizcaya, en la comunidad autónoma del País Vasco.

## Historia
Hacia mediados del siglo XIX, el lugar ya pertenecía a Lemona. Aparece descrito en el décimo volumen del Diccionario geográfico-estadístico-histórico de España y sus posesiones de Ultramar de Pascual Madoz con las siguientes palabras:

LEMORIETA: barrio en la prov. de Vizcaya, part. jud. de Durango, térm. de Lemona.
(Madoz, 1847, p. 129)

En 2022, tenía empadronados 94 habitantes.